# Claudio Ferrari
Claudio Ferrari (...) è un ex giocatore di football americano svizzero che ha giocato nel ruolo di quarterback.